# Шарлотта Саксен-Альтенбургская
Принцесса Шарлотта Агнесса Саксен-Альтенбургская (нем. Charlotte Agnes von Sachsen-Altenburg; 4 марта 1899, Потсдам, Пруссия — 16 февраля 1989, Баркельсби, Шлезвиг-Гольштейн) — принцесса Саксен-Альтенбургская; в замужестве — принцесса Прусская.

## Брак
13 июля 1919 года принцесса вышла замуж за прусского принца Сигизмунда, сына принца Генриха Прусского и Ирены Гессен-Дармштадтской. Сигизмунд был племянником императора Вильгельма II со стороны отца и императрицы Александры Фёдоровны со стороны матери, правнук английской королевы Виктории.
В браке родилось двое детей:
- Барбара (1920—1994) — жена Христиана Мекленбургского.
- Альфред (1924—2013) — женат на Марице Фаркаш (1929—1996), детей нет.

## Титулы
- 4 марта 1899 — 11 июля 1919: Её Светлость Принцесса Саксен-Альтенбургская
- 11 июля 1919 — 16 февраля 1989: Её Королевское Высочество Принцесса Прусская